# Guksu (plat)
Pour la compétition de go, voir Guksu.

Guksu (국수) est le terme utilisé pour désigner les pâtes en Corée. Les plats de pâtes sont relativement simples et sont apparus vers 5000-6000 av. J.-C en Asie. Le mot myeon (면), emprunté au chinois, est aussi parfois utilisé.

## Pâtes par ingrédients

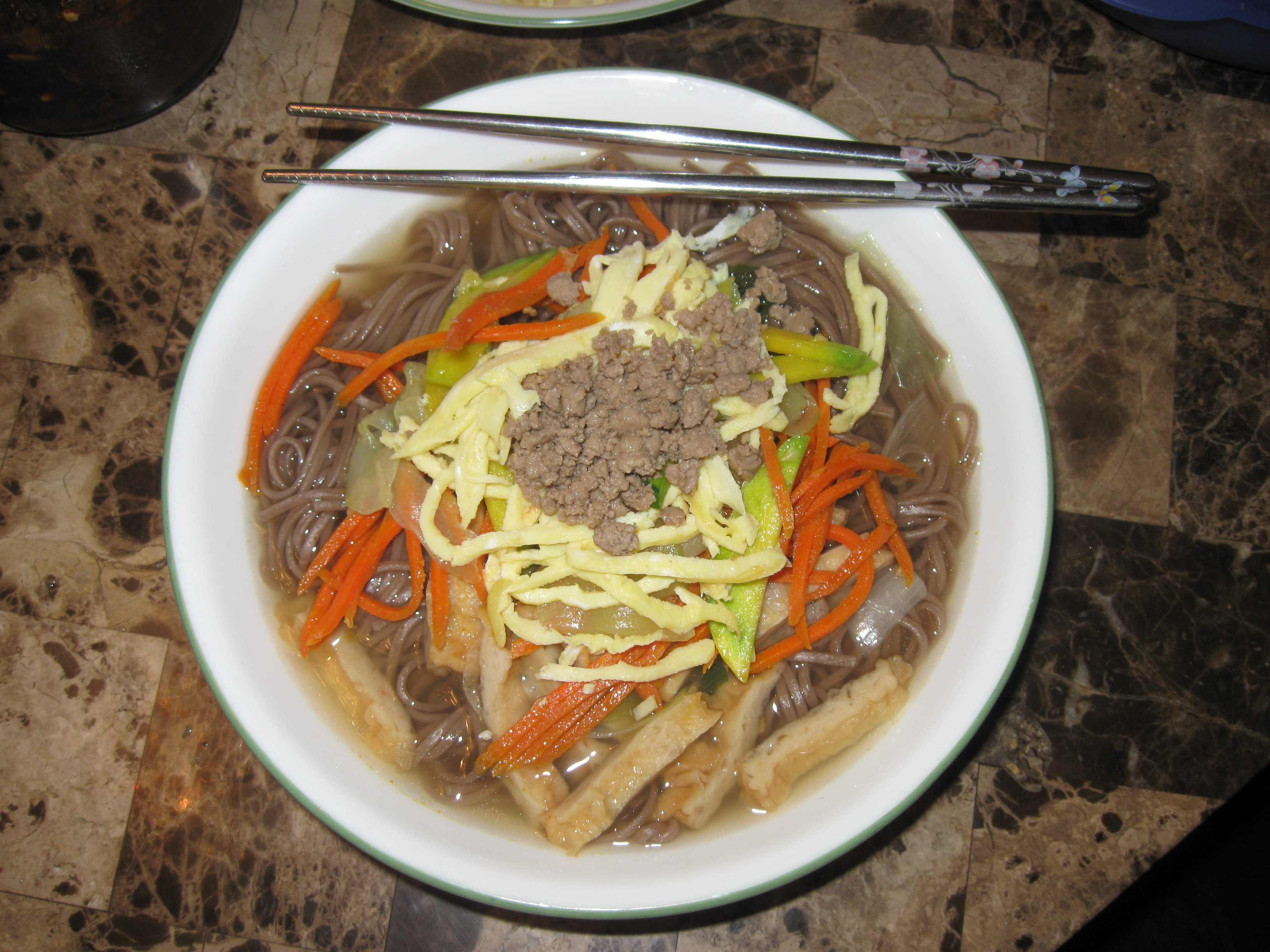
Dotori guksu.

- Dangmyeon (당면) : pâtes transparentes faites à partir d'amidon de patate douce.
- Memil guksu (메밀국수) : pâtes de sarrasin ressemblant aux soba japonaises.
- Olchaengi guksu (올챙이국수) : des pâtes faites avec de la farine de maïs produites dans des régions montagneuses telles que le Gangwon.
- Gamja guksu (감자국수) : pâtes faites à partir d'un mélange de fécule de pomme de terre, de farine de riz et de riz glutineux.
- Gamjanongma guksu (감자농마국수) : pâtes de fécule de pomme de terre, spécialité du Hwanghae.
- Milguksu (밀국수) : pâtes à la farine de blé. Le blé n'a pratiquement pas été utilisé avant 1945.
- Dotori guksu : à partir de gland de chêne.
- Chilk guksu (칡국수) : à base de kudzu et de sarrasin.
- Ssuk kalguksu (쑥칼국수) : à base d'armoise japonaise et de blé.
- Hobak guksu (호박국수) : à base de courge et de blé.
- Kkolttu guksu (꼴뚜국수) : à base de sarrasin et de blé.
- Cheonsachae : pâtes semi-transparentes faites à partir d'un extrait de kombu, une algue.

## Plats de pâtes

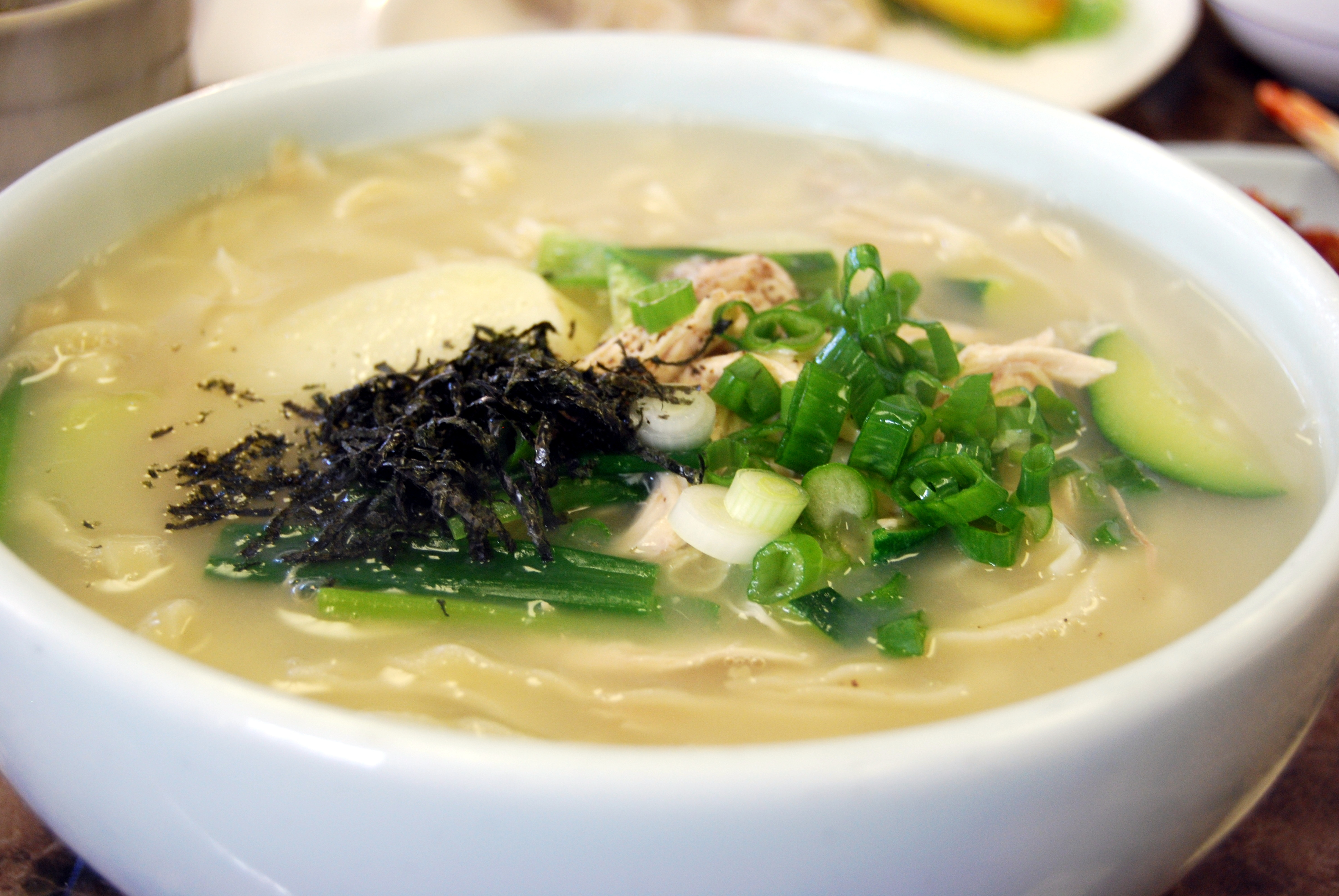
Kalguksu.

- Japchae : préparé à base de dangmyeon, de légumes et de viande de bœuf.
- Janchi guksu : pâtes de blé dans un bouillon à base d'anchois et de kombu, assaisonnées d'huile de sésame, de sauce au soja et d'un peu de piment.
- Kalguksu : pâtes de blé coupées au couteau et servies avec un bouillon à base de fruits de mer.
- Bibim guksu : de fines nouilles de blé avec une sauce épicée à base de gochujang et de vinaigre, garnies d’œuf et de concombre.
- Naengmyeon : fines pâtes de blé servies dans un bouillon glacé avec des légumes.
- Jajangmyeon : nouilles cuisinées à la chinoise.
- Ramyeon : pâtes instantanées au bouillon d'origine japonaise.